# Hail Grenada
Hail Grenada (Salve, Grenada) ha estat l'himne nacional de Grenada des de la seva independència el 1974. La lletra és d'Irva Merle Baptiste-Blackett MBE (1924–2020), i la música és de Louis Arnold Masanto (nascut el 1938). Va substituir formalment l'Himne Nacional de Grenada, escrit i adoptat el 1967.

## Història
L'himne va ser escrit per la mestra d'escola Irva Merle Baptiste-Blackett. Baptiste-Blackett, també professora de música, va participar en el Concurs de Composició de Cançons de l'Himne de la Independència a principis dels anys setanta, i la seva proposta va ser seleccionada com a himne nacional. Durant les celebracions de la independència del 2009, Baptiste-Blackett va rebre el Premi Camerhogne Silver de Grenada per la seva composició de l'himne nacional.

## Lletra
| Lletra en anglès | Lletra en francès crioll grenadí | Lletra en català |
| --- | --- | --- |
| Hail! Grenada, land of ours, We pledge ourselves to thee, Heads, hearts and hands in unity To reach our destiny. Ever conscious of God, Being proud of our heritage, May we with faith and courage Aspire, build, advance As one people, one family. God bless our nation. | Hélé la Gwinad te annou Nou pléjé ko an nou pou ou Tet, tje e lanmen an younité Pou wivé déstinasyon nou Toujou konésas an Djé Pwéjé Héwitaj an Nou Sé pou nou an lafwa eve kouwaj Anspiwé, bati, avansé Kon yonn sel moun, yonn sel fanmi Djé benni nasyon annou | Salve! Grenada, terra nostra, Ens comprometem amb tu, Caps, cors i mans unides Per assolir el nostre destí. Sempre conscients del Déu, Orgullosos del nostre patrimoni, Que amb fe i [coratge Aspirem, construïm, avancem Com un sol poble, una sola família. Que Déu beneeixi la nostra nació. |